# 馬継曽
馬 継曽（ば けいそ）は、清末民初の軍人。祖籍・出生地、生年、字等の別号は、いずれも不詳である。

## 事跡
清末に、北洋第6鎮第11協21標標統となり、1911年（宣統3年）、第11協協統に昇進した。中華民国成立後は、陸軍の改組に伴い、そのまま陸軍第6師第11旅旅長に横滑りしている。1912年（民国元年）4月、河南省で署理南陽鎮総兵となった。翌年9月、第6師師長に昇進している。1914年（民国3年）6月には、江西省で贛北鎮守使を兼任した。
護国戦争が勃発すると、馬継曽は護国軍討伐のため部隊を率いて湘西（湖南省西部）に向かい、袁世凱から第1路総司令に任じられた。しかし、寡兵の護国軍を相手に苦戦、敗北を喫してしまう。1916年（民国5年）2月、馬は湖南省麻陽県で自殺して果てた。馬の敗死により、護国軍はさらに勢いづくことになった。

## 注
1. ↑  徐友春主編『民国人物大辞典 増訂版』、1181頁。一方、来新夏ほか『北洋軍閥史 下冊』、1097頁は、護国軍に味方する民衆により、馬継曽は湘西で包囲、殺害された、としている。